# Felicísimo Coria
Felicísimo Corai alias Felicísimo Coria (* 10. Januar 1948 bei Palencia) ist ein spanischer Comiczeichner.

## Leben und Werk
Als Coria zehn Jahre alt war, verließen seine Eltern die Region Kastilien und León und ließen sich mit der Familie im benachbarten Baskenland nieder. Durch die Heirat von William Vance mit Corias Schwester wurde er dessen Schwager, begleitete ihn nach Belgien und unterstützte ihn in der Folgezeit. Von Vance, dem er bei Ringo und  Bruno Brazil assistierte, wurde Coria auch fachlich angeleitet. Parallel dazu nahm Coria Zeichenunterricht. Zusammen mit Vance und dem Autor Lucien Meys schuf er den Comic-Western Mongwy, der in den Jahren 1971 und 1972 in der Frauenzeitschrift Femmes d'Aujourd'hui abgedruckt wurde. Im Jahr 1976 zeichnete er für Tintin seine erste Geschichte. Die erste eigenständige Bob Morane-Geschichte Corias wurde im Jahr 1980 als Album veröffentlicht.
Auf Deutsch sind mehrere von Coria gezeichnete Bob-Morane-Geschichten in einem Sammelband beim Epsilon Verlag veröffentlicht worden.